# Dale (Sogn og Fjordane)
Dale es una localidad de la provincia de Sogn og Fjordane en la región de Vestlandet, Noruega. El 1 de enero de 2017 tenía una población estimada de 1149 habitantes.

## Situación
Se encuentra ubicado al oeste del país, cerca del glaciar Jostedal —el mayor de la Europa continental— y del lago Hornindalsvatnet que, con 514 metros de profundidad, es el más profundo de Europa.